# هاري آلان تاورز
هاري آلان تاورز (بالإنجليزية: Harry Alan Towers)‏ ، من مواليد 19 أكتوبر 1920م ، وتوفي بتاريخ 31 يوليو 2009 ، وهو منتج أفلام بريطاني ، أنتج عدد من الأفلام ، ومنها فيلم بلاتون ليدر عام 1988م.

## وصلات خارجية
- هاري آلان تاورز على موقع IMDb (الإنجليزية)
- هاري آلان تاورز على موقع ألو سيني (الفرنسية)
- هاري آلان تاورز على موقع أول موفي (الإنجليزية)
- هاري آلان تاورز على موقع قاعدة بيانات الأفلام السويدية (السويدية)
- هاري آلان تاورز على موقع قاعدة بيانات الفيلم (الإنجليزية)
- هاري آلان تاورز على موقع كينوبويسك (الروسية)
- "Harry Alan Towers: film impresario", The Times, 5 August 2009
- Harry Alan Towers biography في موقع شاشة الإنترنت [الإنجليزية]‏ التابع لمعهد الفيلم البريطاني
- Jason Nissan "Harry Alan Towers: A hand in a bawdy romp is yours for Â£2,000", Independent on Sunday, 3 November 2002